# Stazione di Stoccarda Feuersee
La stazione di Stoccarda Feuersee (in tedesco Stuttgart Feuersee) è una stazione S-Bahn nel distretto Ovest di Stoccarda (Germania).

## Movimento
La stazione è servita da tutte le linee della S-Bahn.